# Playa de la Virgen del Mar
La playa de la Virgen del Mar está situada en San Román de la Llanilla, al norte del municipio de Santander, en la comunidad autónoma de Cantabria (España), junto a la isla y ermita homónimas.
Relativamente apartada de la ciudad, se puede accederse mediante autobús interurbano (Santander-Soto de la Marina) o mediante automóvil, para lo que dispone de un amplio aparcamiento de más de 300 plazas.